# Benzotiazole
El benzotiazole o 1,3-benzotiazole és un compost heterocíclic aromàtic constituït per dos anells fusionats per un costat, un de benzè i un altre de tiazole, amb la fórmula molecular {\displaystyle {\ce {C7H5NS}}}. És un líquid incolor lleugerament viscós. És un producte natural present en algunes plantes com Psidium guajava, Zingiber mioga, i d'altres. Té un paper com a metabòlit vegetal, xenobiòtic i contaminant ambiental.

## Propietats
El benzotiazole a temperatura ambient és un líquid de color groc de densitat 1,236–1,240 g/cm³, d'olor desagradable, amb un punt de fusió de 2 °C i un punt d'ebullició de 231 °C. És lleugerament soluble en aigua (4,3 mg/mL a 25 °C) i soluble en etanol, acetona, dietilèter i disulfur de carboni. A temperatura ambient el seu índex de refracció és d'1,637–1,644.

## Síntesi
Un mètode per obtenir el benzotiazole és la reacció de condensació del 2-aminobenzenotiol amb aldehids, cetones, àcids carboxílics i clorurs d'acil. Aquest darrer és el representat a continuació, concretament amb el clorur de formil.

## Aplicacions
El benzotiazole no té actualment aplicacions, però composts que contenen el doble anell de benzotiazole en tenen d'importants. L'anell de benzotiazole és una bastida rellevant per a la preparació de colorants utilitzats en la identificació d'ions metàl·lics de lantanoides en medis aquosos. Les aplicacions industrials més rellevants dels derivats del benzotiazole són reconegudes com a inhibidors de la corrosió i agents quelants tensioactius per al processament de minerals. També presenten propietats antioxidants. Alguns derivats del benzotiazole són molt útils com a insecticides i herbicides. Altres tenen propietats anticonvulsives, neuroprotectores, antiinflamatòries, bactericida, antihelmíntiques i fungicides.